# Licko-krbavská župa

Licko-krbavská župa (žlutě) na mapě bývalého Chorvatsko-slavonského království

Znak Licko-krbavské župy

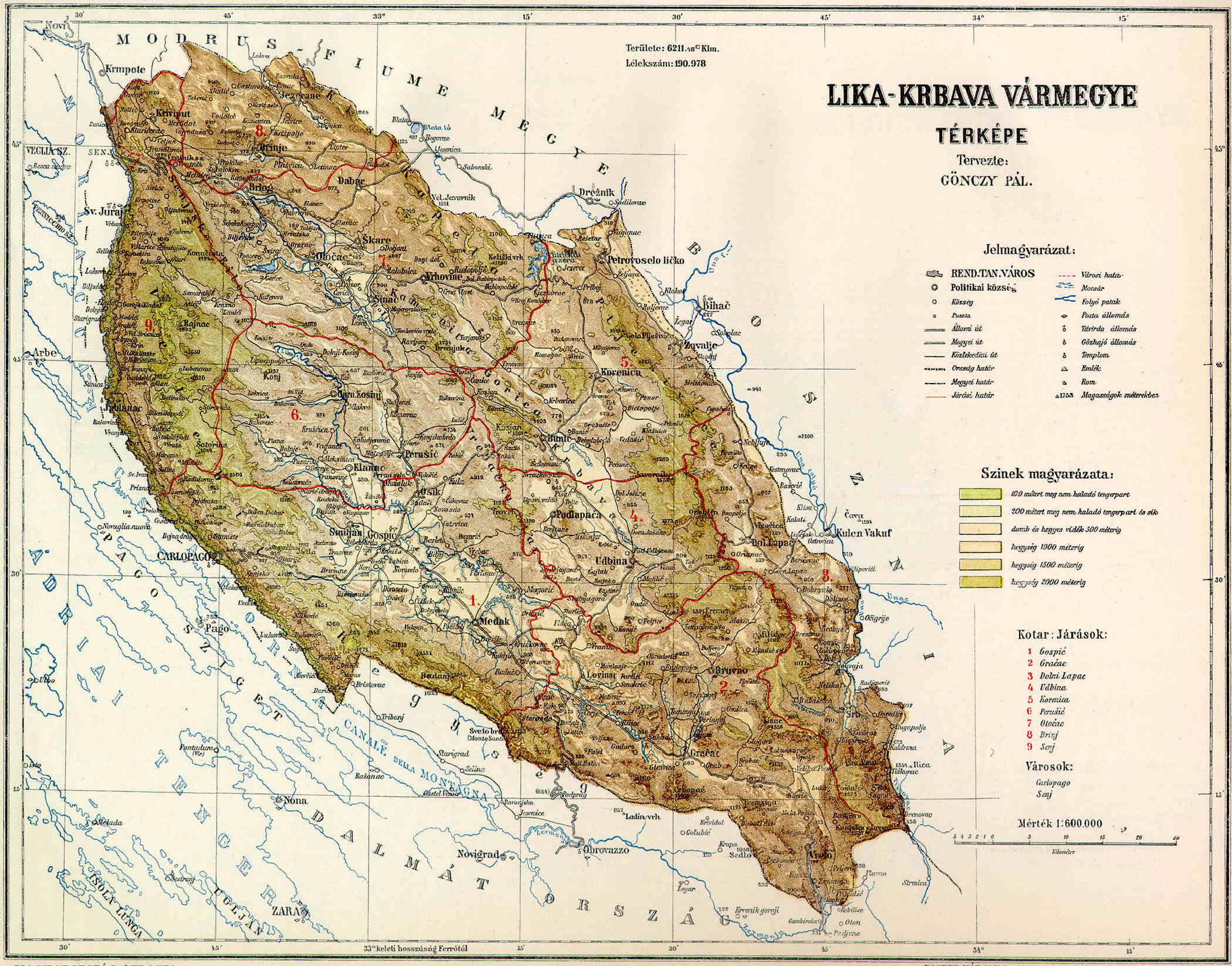
Obecně zeměpisná mapa župy

Licko-krbavská župa (chorvatsky Ličko-krbavska županija, maďarsky Lika-Korbava vármegye) nebo krátce Lika-Krbava byla nejjižnější župa bývalého Chorvatsko-slavonského království a celého Uherska. Existovala mezi roky 1886 a 1918 a měla rozlohu 6 211 km². Byla to jedna ze dvou přímořských žup Uherska, vzhledem ke strmému a těžko přístupnému pobřeží se zde ale nenacházel žádný velký přístav a celkově byla oblast zaostalá a chudá.
V současnosti patří naprostá většina tohoto území Chorvatsku, přičemž přibližně odpovídá Ličko-senjské župě a občině Gračac ze župy Zadarské. Pouze okrajová část kolem vesnice Zavalje je dnes součástí Bosny a Hercegoviny. Župa se jmenovala podle historických území (zároveň poljí) Lika a Krbava, která se na jejím území rozkládají. Jejím správním střediskem byl Gospić, městská práva tehdy měly jen přístavy Karlobag a Senj.
Podle sčítání lidu v roce 1910 zde žilo 204 710 obyvatel, tedy asi 3,5x více než na počátku 21. století. Z toho bylo tehdy 104 036 obyvatel (50,82 %) srbské národnosti, 100 346 (49 %) chorvatské národnosti a 328 (0,16 %) maďarské národnosti. Území se pozvolna vylidňovalo už během poválečné doby, radikální úbytek pak přinesla jugoslávská válka, kdy byli zejména vyhnáni zdejší Srbové.

## Správní členění
Licko-krbavská župa se dělila na devět kotarů (správní jednotka v Chorvatsko-slavonském království podobná okresu), které se dělily na 31 opčin:
- Kotar Brinje (Brinyei járás) – opčiny Brinje a Jezerane; dnešní opčina Brinje
- Kotar Donji Lapac (Alsólapaci járás) – opčiny Donji Lapac a Srb; dnešní opčiny Donji Lapac a Gračac
- Kotar Gospić (Goszpicsi járás) – opčiny Gospić, Smiljan (rodiště Nikoly Tesly), Osik, Medak a Karlobag; dnešní město Gospić a opčina Karlobag
- Kotar Gračac (Gracsáci járás) – opčiny Gračac, Zrmanja, Bruvno a Lovinac; dnešní opčiny Gračac a Lovinac
- Kotar Otočac (Otocsáni járás) – opčiny Otočac, Sinac, Vrhovine, Škare, Dabar a Brlog; dnešní město Otočac a opčina Vrhovine
- Kotar Korenica (Korenicai járás) – opčiny Korenica, Bunić, Petrovo Selo a Zavalje; dnešní opčina Plitvička Jezera a část města Bihać v Bosně a Hercegovině
- Kotar Perušić (Perusicsi járás) – opčiny Perušić, Klanac a Kosinj; dnešní opčina Perušić
- Kotar Senj (Zenggi járás) – opčiny Jablanac, Sveti Juraj a Krivi Put; dnešní město Senj
- Kotar Udbina (Udbinai járás) – opčiny Udbina a Podlapac; dnešní opčina Udbina